# Samuel Štefánik
Samuel Štefánik (* 16. listopadu 1991, Bánovce nad Bebravou) je slovenský fotbalový záložník a reprezentant, hráč klubu Spartak Trnava.

## Klubová kariéra
Svoji fotbalovou kariéru začal v Trenčíně, kde se postupně propracoval přes mládežnické kategorie do prvního mužstva.

### NEC Nijmegen
Začátkem září 2013 odešel do nizozemského klubu NEC Nijmegen, kde podepsal čtyřletou smlouvu. Při svém debutu v Eredivisie 15. září vstřelil dva góly v  zápase s Feyenoordem, NEC remizoval 3:3. S Nijmegenem zažil v sezoně 2013/14 sestup do nizozemské druhé ligy (Eerste Divisie). Ta se ho ale netýkala, neboť v létě přestoupil do Slovanu.

### Slovan Bratislava
V srpnu 2014 se vrátil na Slovensko, tentokrát do klubu Slovan Bratislava, kde podepsal čtyřletý kontrakt.

### Podbeskidzie Bielsko-Biała
V lednu 2016 odešel na půlroční hostování s opcí na přestup do polského prvoligového klubu Podbeskidzie Bielsko-Biała. Na konci sezóny 2015/16 Podbeskidzie sestoupilo z Ekstraklasy a Štefánikovo angažmá v klubu skončilo.

### Termalica Bruk-Bet Nieciecza
Vzápětí v červnu 2016 se dohodl na smlouvě s jiným polským prvoligovým klubem Termalica Bruk-Bet Nieciecza.

## Reprezentační kariéra
Působil v mládežnických reprezentacích Slovenska včetně U21.
V srpnu 2013 jej povolal nový trenér Slovenska Ján Kozák k přátelskému střetnutí s domácím Rumunskem (14. srpna, remíza 1:1), v němž Štefánik absolvoval debut v A-mužstvu slovenské reprezentace. V 65. minutě vystřídal na hřišti Marka Hamšíka. Poprvé nastoupil v základní sestavě národního týmu 5. března 2014 v přátelském utkání na stadionu Netanja proti domácímu Izraeli, které skončilo vítězstvím Slovenska 3:1. Odehrál první poločas, pak jej vystřídal Adam Nemec.